# Pongrácovce
Pongrácovce – słowacka wieś i gmina (obec) w powiecie Lewocza w kraju preszowskim.

## Historia
Pierwsze wzmianki o wsi pochodzą z 1297 roku.

## Geografia
Centrum wsi leży na wysokości 540 m n.p.m. Gmina zajmuje powierzchnię 2,998 km². W 2011 roku zamieszkiwało ją 97 osób.